# Jean Acédo
Jean Acédo (* 4. Februar 1964 in Marcigny) ist ein ehemaliger französischer Fußballspieler und jetziger -trainer.

## Spielerkarriere
Acédo wuchs im Département Saône-et-Loire auf und wechselte 1980 in die Jugendabteilung des dort ansässigen Zweitligisten FC Gueugnon. 1982 rückte er in die erste Mannschaft auf. Für diese kam er zwar in seiner ersten Saison bereits auf elf Einsätze, konnte sich aber bis 1986 nicht dauerhaft im Team etablieren. Erst in den Spielzeiten 1986/87 mit 22 und 1987/88 mit 33 Ligaspielen gelang ihm der Durchbruch. Fortan bildete er in der Außenverteidigung eine Konstante beim FC Gueugnon, für den er während seiner gesamten Karriere auflief. 1995 schaffte der Verein den Sprung in die erste Liga. Acédo bestritt 36 Spiele in der Eliteklasse, die seine einzigen blieben, weil 1996 der direkte Wiederabstieg folgte. Auch nach dem Abstieg blieb er fester Bestandteil der Mannschaft. 1999 beendete mit 35 Jahren nach mehr als 400 Ligaeinsätzen für Gueugnon seine aktive Karriere.

## Trainerkarriere
Über das Karriereende hinaus blieb Acédo ein Teil seines ehemaligen Vereins, bei dem er direkt im Anschluss an das Ende seiner Laufbahn als Co-Trainer eingestellt wurde. Als solcher betreute er unter anderem seinen Sohn Jérémy Acédo, der ab 2006 im Kader der Mannschaft stand. In diesem Amt verblieb er bis 2008, als er Gueugnon nach insgesamt 28 Jahren verließ. Stattdessen wurde er Cheftrainer des Viertligisten SO Romorantin. Von dort aus wechselte er 2010 zum eine Spielklasse tiefer antretenden CS Louhans-Cuiseaux und blieb bis 2014 im Amt.